# Predadores (filme)
Predators (Predadores no Brasil e em Portugal) é um filme de ficção científica, ação e terror de 2010 dirigido por Nimród Antal e produzido por Robert Rodriguez. O terceiro filme na série Predator, é estrelado por Adrien Brody, Topher Grace, Alice Braga, Laurence Fishburne e Danny Trejo.

## Enredo
Royce (Adrien Brody) acorda e encontra-se pendurado de paraquedas em uma selva desconhecida. Ele encontra vários outros que chegaram da mesma maneira, um assassino do cartel de drogas mexicano Cuchillo (Danny Trejo), um soldado da Spetsnaz, Nikolai (Oleg Taktarov), Isabelle (Alice Braga), uma atiradora das Forças de Defesa de Israel, Mombasa (Mahershala Ali), da Frente Revolucionária Unida, Stans (Walton Goggins) um condenado no corredor da morte, Hanzo (Louis Ozawa Changchien), um assassino da Yakuza e o médico Edwin (Topher Grace).
Após o desembarque, eles descobrem que são todos assassinos armados e letais, com a exceção aparente de Edwin, embora ninguém sabe onde estão ou como chegaram lá. O grupo segue Royce, que Isabelle suspeita é um ex-soldado das operações especiais que se tornou mercenário. Na selva, encontram gaiolas vazias, plantas com um veneno neurotóxico que Edwin recolhe com o seu bisturi, e um soldado das forças especiais morto. Chegando a terreno mais elevado, olham para um céu alienígena e percebem que não estão na Terra.
O grupo é atacado por um bando de bestas exóticas quadrúpedes, e Cuchillo é morto. O seu corpo é então usada como isca para atrair os sobreviventes a uma armadilha, mas evitam-na. Royce deduz que está num planeta usado como uma reserva de caça, onde os seres humanos são caçados como jogo. O grupo segue o rasto dos quadrúpedes até um acampamento onde encontram um Predador. Os "caçadores", três grandes predadores atacam o grupo. Mombaça é morto e o resto do grupo escapa. Isabelle revela que tem ouvido falar dos predadores antes, a partir de um relatório do único sobrevivente (Major Alan "Dutch" Schaefer do Filme O Predador) de uma equipe das Forças Especiais que encontrou na Guatemala em 1987.
O grupo reúne-se a Noland (Laurence Fishburne), um soldado solitário que sobreviveu no planeta por "10 estações". No seu esconderijo, ele explica que os Predadores treinam as suas habilidades trazendo guerreiros e animais perigosos de outros mundos para o planeta para caçar. Noland também revela que há uma rixa de sangue entre os predadores maiores e os menores. Royce espera que, se o grupo poder libertar o predador menor sendo mantido prisioneiro no acampamento, pode levá-los para casa usando a nave espacial dos outros predadores.
Quando o grupo adormece, Nolan prende-os numa sala e tenta usar fumo para sufocá-los. Tendo ficado louco, ele planeia matá-los para servirem de alimento. Royce usa um explosivo para sair da sala, atraindo os predadores para o esconderijo. Noland tenta escapar, mas um predador mata-o. Na perseguição que se seguiu, Nikolai usa uma mina para matar um predador, sacrificando-se. Stans selváticamente ataca outro predador com seu canivete, dando tempo aos outros para escapar, e é morto. Hanzo combate o terceiro Predador com uma katana, matando-o ao custo da sua própria vida.
Royce, Isabelle e Edwin seguem para o acampamento dos Predadores, Edwin é ferido por uma armadilha. Quando Isabelle se recusa a abandoná-lo, Royce deixa-os para trás e são capturados pelo predador restante. Royce liberta o Predador menor e dirige-se para a nave onde os dois Predadores se confrontam. O predador maior mata o menor e destrói a nave quando ela decola. Enquanto isso, Edwin paralisa Isabelle com o veneno neurotóxico no seu bisturi e revela que na Terra ele era um assassino, e sente que ele se encaixa neste planeta entre os monstros. Royce aparece, nunca tendo embarcardo na nave, e apunhala Edwin com o seu próprio veneno, paralisando-o.
Royce coloca em Edwin granadas explosivas, usando-o como isca para ferir o Predador. Enquanto Isabelle o cobre com a sua espingarda, ele passa a lutar contra o Predador com um machado e, eventualmente, decapita-o. Royce e Isabelle vêem os paraquedas abrir à distância. Royce, presumindo que vão chegar em breve mais Predadores que irão caçar as novas presas, diz a Isabelle que devem encontrar uma outra maneira de sair do planeta, e fazem o caminho de volta para a selva.

## Elenco
- Adrien Brody — Royce, um mercenário
- Alice Braga — Isabelle, uma sniper das Forças Especiais Israelenses
- Laurence Fishburne — Noland, um lunático preso no planeta dos Predadores
- Topher Grace — Edwin, um serial killer
- Danny Trejo — Cuchilo, um membro dum cartel de drogas mexicano
- Derek Mears — Predador crucificado
- Brian Steele — Predadores Berserker e Falconer
- Carey Jones — Predador Tracker, também chamado de Flusher.
- Mahershala Ali — Mombasa, um guerrilheiro de Serra Leoa
- Oleg Taktarov — Nikolai, um soldado russo
- Walton Goggins — Stans, o criminoso mais procurado do FBI
- Louis Ozawa Changchien — Hanzo, um assassino da Yakuza

## Recepção da crítica
Predators teve recepção mista por parte da crítica especializada. Com base de 30 avaliações profissionais, alcançou uma pontuação de 51% no Metacritic. Por votos dos utilizadores do site, atinge uma nota de 6.3, usada para avaliar a recepção do público.

## Sequência
A FOX anunciou que vai fazer um novo filme do predador em 2018, chamado de The Predator. O futuro filme será dirigido por Shane Black, escrito por Fred Dekker, Shane Black, Jim Thomas e John Thomas e será um reboot da franquia de filmes do Predador. Os atores Boyd Holdbrook e Olivia Munn são os únicos confirmados no elenco.